# Leonardus (geslacht)
Leonardus is een geslacht van uitgestorven zoogdieren uit het Laat-Krijt (Laat-Santonien tot Maastrichtien) van Zuid-Amerika. Het is wellicht een meridiolestide dryolestide, nauw verwant aan Cronopio uit het Laat-Krijt en Necrolestes uit het Mioceen.

## Naamgeving
De typesoort Leonardus cuspidatus is in 1990 benoemd en beschreven door José Fernando Bonaparte. De geslachtsnaam eert de Italiaans-Braziliaanse paleontoloog Giuseppe Leonardi. De soortaanduiding betekent 'voorzien van knobbels'.
Leonardus is momenteel alleen bekend van de Los Alamitos-formatie in Argentinië. Het is bekend van twee exemplaren, het holotype MACN-RN 172, volgens de oorspronkelijke beschrijving bestaande uit een linkerbovenkaak met daarin vier molariformen, vier losse molariforme tanden en twee paar tandkassen in een stuk onderkaak, en MACN-RN 1907, een rechteronderkaak met twee molariformen. Het tweede exemplaar werd meer recentelijk in 2010 beschreven. Daarbij bleek dat het holotype geen linkerbovenkaak maar een rechterbovenkaak vertegenwoordigt, wat de hele interpretatie van de tanden onderuithaalt. De eerste molariform kan een gemolariseerde premolaar zijn.

## Beschrijving
Leonardus was een vrij klein zoogdier, vergelijkbaar in grootte met Necrolestes.  De molariformen zijn vaag stiftvormig, met een gewelfde stylocoon. De centrale knobbel op het trigoon steekt sterk uit. De tanden staan wijd uiteen en schuin op de lijn van de kaken.

## Fylogenie
Leonardus werd oorspronkelijk aangeduid als een lid van de Dryolestidae, maar het ontbreken van een parastylare haak op de molariformen, evenals een paar kenmerken van de styloconen, suggereren dat het was gegroepeerd met andere Zuid-Amerikaanse en Afrikaanse dryolestiden met uitsluiting van soorten uit Laurazië, in een clade bekend als Meridiolestida. Binnen Meridiolestida groepeert het consequent met Necrolestes en Cronopio. In 2015 werd een eigen familie Leonardidae benoemd.